# Epalpus pictus
Epalpus pictus là một loài ruồi trong họ Tachinidae.